# Псковський трамвай
Псковський трамвай — трамвайна система, яка функціонувала у Пскові з 1909 до 1941 року .

## Історія

### Конка Черехи
У 1890 році в селі Черехи була відкрита лінія конки довжиною 1,5 км, що проходила від пристані на річці Велика до курзалу.

### Вузькоколійка
- 1906 рік — початок будівництва трамваю вузької колії (1000 мм.
- 1 (14) листопада 1909 — по недобудованій (неелектрифікованій) трамвайній лінії від вокзалу Псков-Варшавський до Торгової площі відкрився рух конки, влаштованої купцем Г. Ф. Вікенгейзером.
- Серпень 1910 року — рух конки продовжили від Торгової площі через Троїцький міст на Запсков'я.
- 1911 рік — рух конки припинено. Трамвайна лінія переобладнана на колію 1524 мм.

### Електричний трамвай
- 9 (22) січня 1912 року — відкрито рух електричного трамвая (ширина колії 1524 мм), побудованого під керівництвом інженера К. Г. Рєпіна. Маршрут проходив колишньою лінією конки, від вокзалу по Кахановському бульвару і Сергіївській вулиці, через Торгову площу і Троїцький міст на Запсков'я, до соляних комор на Нарвській вулиці.
- Лютий 1914 року — відкрито рух по другій лінії від Торгової площі по Великолуцькій і Олексіївській вулицях до залізничної станції Псков II[1] .
- 1918 — роботу трамваю припинено в результаті Громадянської війни .
- Літо 1923 року — рух відновлено.
- 1925 рік — трамвайна лінія на Запсков'я (маршрут № 1) продовжується від Варлаамової вежі до скотобійні.
- 1933 — поставка нових двохосьових вагонів виробництва Митищинського заводу .
- 1934 рік — продовження трамвайної лінії (маршрут № 1) від скотобійні до льоночесальних.
- 10 серпня 1936 року — починається регулярний рух трамвая по новій лінії (маршрут № 3) від Радянської площі через міст Червоної Армії на Завеличчя до 1-ї Радянської лікарні.

### Закриття руху
- Липень 1941 року — рух трамваю припинено через початок німецько-радянської війни
- 1944 рік — псковський трамвай ліквідовано.

## Рухомий склад

### Конка
З 1909 по 1911 рік на лінії експлуатувалися 6 вагонів.

### Пасажирські вагони
- У 1911-1913 роках в місто надійшли 16 моторних вагонів виробництва Митищинського заводу.
- У 1930-х роках надійшли 3 моторних вагона Х і 10 причіпних вагонів М.

На початку 1930-х років у Пскові експлуатувалися вагони «Фенікс» і причіпні вагони місцевого виробництва .
Під час Другої світової війни трамвайний рухомий склад частково було вивезено окупантами імовірно до Варшави .

### Службовий рухомий склад
- Снігоочисник СО-1.
- Причіпні вантажні вагони-платформи.

У вантажних перевезеннях також застосовувалися паровози.

## Цікаві факти
Все трамвайні лінії були одноколійні, з роз'їздами і тупиками на кінцевих пунктах. Спочатку рух на роз'їздах був лівосторонній.
1 травня 1923 року під час святкової демонстрації на Великолуцькій вулиці по трамвайних коліях було подано паровоз з причіпними вагонами-платформами для трибуни.
У 1930-х роках від станції Псков II було прокладено залізничну колію для доставки палива на ТЕЦ . Цей шлях проходив посередині вулиці Калініна подібно трамвайній колії і проіснував до 1990-х років. Городяни помилково вважали, що це залишки трамвайної колії.
Після німецько-радянської війни були плани щодо відновлення трамвайного руху і будівництва в місті тролейбусної лінії. Однак вони не були втілені.